# Franz Meiller
Franz Meiller (* 11. Mai 1961 in München) ist ein deutscher Unternehmer, Fotograf, Regisseur, Theater- und Filmproduzent.

## Biografie
Franz Meiller absolvierte seine Ausbildung zum Diplom-Kaufmann an der LMU in München. Er arbeitet in der F. X. Meiller Fahrzeug- und Maschinenfabrik – GmbH & Co KG und ist gleichzeitig Sprecher der Gesellschafter. In der F. X. Meiller Gelände GmbH & Co KG ist er geschäftsführender Gesellschafter.
Seit den siebziger Jahren ist Franz Meiller künstlerisch aktiv. So hatte er in seiner Jugend einige Theaterengagements und bis heute mehrere Filmrollen. Als Theater- und Filmproduzent ist er seit 2007 tätig.
In seinen fotografischen Arbeiten untersucht Franz Meiller die Polarität zwischen Realität und Abstraktion. Außerdem arbeitet er als Theaterfotograf.
2014 gründet er die Franz Meiller Stiftung, die sich neben Spenden aus den Erlösen seiner Fotografie finanziert.
2019 produzierte er für Peter Luppa das Theaterstück Auch Zwerge haben klein angefangen – Ihr Waldenten unseres Volkes (Buch und Regie Klaus Pohl), das seit der Spielzeit 2019/20 am Berliner Ensemble aufgeführt wird.
Seine erste Regiearbeit realisiert Meiller 2023 mit der Dokumentation Roy – Eine Legende geht zu Ende. Als Produzent und Chronist erzählt er die 62 Jahre alte Geschichte der Münchner Barlegende Roy. Die Uraufführung fand als Pop-Up-Veranstaltung mit dem Filmfest München im Juni 2023 statt.
2024 setzte er für das Deutsche Theater in München (Silbersaal) die Jubiläumsshow für Günther Grauer „30 Jahre singender Wirt“ in Szene.

## Ausstellungen
- 2010: Galerie Kampl, München
- 2013: Galerie Kampl, München
- 2014: Galerie Friedmann-Hahn, Berlin (Gruppenausstellung)
- 2015: Ausstellung der Stadtsparkasse, München
- 2016: Kunsthalle, Dresden (in Zusammenarbeit mit der Galerie Michael Schultz, Berlin)
- 2016: Kunsthalle Brennabor, Brandenburg (in Zusammenarbeit mit der Galerie Michael Schultz, Berlin)
- 2017: Galerie Michael Schultz, Berlin
- 2017: Art Miami
- 2019: Galerie Kampl, München

## Filmografie als Produzent
- 2007: Die Wittelsbacher
- 2009: Traum im Herbst
- 2010: Wo es weh tut
- 2011: Scissors & Glue: The Miami Project
- 2013: Kaiserschmarrn
- 2023: Roy – Eine Legende geht zu Ende (Regie)

## Filmografie als Schauspieler
- 2007: Die Wittelsbacher
- 2010: Wo es weh tut
- 2013: Kaiserschmarrn
- 2022: Mona pennt

## Theater
- 2022: Auch Zwerge haben klein angefangen – Ihr Waldenten unseres Volkes (Produzent, Berliner Ensemble)
- 2024: Günther Grauer 30 Jahre singender Wirt (Regie,  Deutsches Theater – Silbersaal)